# Озеро страха: Наследие
Озеро страха: Наследие (англ. Lake Placid: Legacy, также употребляется, как Озеро страха 6) — это американский телевизионный фильм ужасов 2018 года, снятый режиссёром Дарреллом Рудтом. Премьера фильма состоялась 28 мая 2018 года на канале Syfy. Фильм является перезапуском и одновременно шестым и последним фильмом франшизы «Озеро страха». В фильме есть своя история, рассказывающая о том, как крокодилы оказались в Озере страха. Слоган — «Terror Returns». 
Перезагрузка серии получила в основном негативные отзывы от зрителей из-за игры актёров, графики и скучного сюжета. А с другой стороны, определённая часть людей считает этот фильм приквелом к первому фильму.

## Сюжет
Группе активистов, состоящей из Джейд, ее младшей сестры Алисы, парня Джейд Сэма, хакера Билли и их друга Спенсера, бывший друг Сэма Дейн предлагает отправиться на остров посреди озера, в котором есть пристанище. старый исследовательский центр. Группа отправляется на остров на лодке с рейнджерами Пенни и Трэвисом и начинает исследование. Вскоре они находят труп друга Дейна Гомеса на дереве, а также камеру Дейна, на которой видно, как на него что-то напало. В видео он рассказывает о человеке по имени Хендерсон, который якобы бросил его. Группа пытается уйти, хотя что-то заставляет лодку с Трэвисом дрейфовать в озере, а Пенни утаскивает в воду на веревке. Когда Трэвис пытается спасти ее, существо съедает его, оставляя Сэма спасать ее, и группа остается на острове.
Остальные выжившие находят объект и входят в него, и вынуждены спускаться в другую часть объекта по веревке. Когда существо, оказавшееся 50-футовым крокодилом, прибывает, Джейд, Сэм и Алиса отделяются от Билли, Спенсера и Пенни на объекте. Пока Джейд, Сэм и Элис исследуют объект, Билли спускается к причалу, чтобы добраться до электрической розетки, чтобы позвонить в полицию. Однако он быстро теряет сигнал, и Спенсера втягивает в воду и убивает крокодил. Пенни заставляет Билли добраться до остальных, а сама остается сражаться с крокодилом. Крокодил следует за Пенни в туннель, где быстро ее убивает.Джейд, Сэм и Элис вскоре находят Дейна живым в учреждении, и он показывает их Хендерсону, который раньше работал на учреждении. Он участвовал в эксперименте по превращению крокодилов в оружие и отмечает, что, когда программа была закрыта, один из опекунов крокодилов увез нескольких молодых людей на Блэк-Лейк в штате Мэн, где происходила остальная часть сериала. Он познакомил Дейна и Гомес с объектом и использовал их как способ вернуться на объект, чтобы продолжить эксперименты. Тем временем Билли достигает другого здания и умудряется связаться с другими выжившими, хотя вскоре его убивают, когда врывается крокодил. Хендерсон убегает в хаосе, а Джейд, Сэм, Алиса и Дейн пытаются сбежать. Хендерсон пытается заманить группу в ловушку на объекте, затопив его, хотя им удается переплыть поток и сбежать в другую часть объекта.
Вскоре крокодил догоняет группу и съедает Дейна, прежде чем убить Хендерсона, который пытался его поймать. Джейд, Сэм и Алиса находят комнату с несколькими канистрами с бензином, и Сэм придумывает план, как убить крокодила, взорвав канистры с бензином. Он начинает выпускать газ, и Джейд и Алиса убегают, а он остается, чтобы убить его. Входит крокодил, и он пытается зажечь газ сигнальной ракетой, но сигнальная ракета гаснет, позволяя крокодилу съесть его. Крокодил преследует Джейд и Алису в лесу и, в конце концов, загоняет Алису в угол и пытается съесть ее, хотя Джейд ловит его экскаватором, прежде чем поджечь топливо экскаватора зажигалкой, убив его.Джейд и Алиса начинают плыть обратно на материк, но второй крокодил обнаруживается в воде без их ведома.

## В ролях
- Кэтрин Баррелл — Джейд
- Тим Розон — Сэм
- Скай Беннетт — Алиса
- Люк Ньютон — Билли
- Крейг Штайн — Спенсер
- Грег Крик — Трэвис
- Джо Пантолиано — Хендерсон
- Алиша Бейли — Пенни
- Максим Болдрый — датчанин
- Гэвин Ли Гомес — Гомес

## Производство
Съёмки фильма проходили в ЮАР в декабре 2017 года.

## Релиз
Фильм вышел 28 мая 2018 года на Syfy. На DVD фильм вышел 4 сентября 2018 года.

## Критика
Фильм получил в основном негативные отзывы от критиков и зрителей. Отзывы перезагрузки лучше, чем у фильмов «Озеро страха 2» и «Озеро страха: Анаконда», но хуже, чем у фильмов «Лэйк Плэсид: Озеро страха», «Озеро страха 3» и «Озеро страха 4: Последняя глава». Однако на сайте Rotten Tomatoes имеет худший рейтинг среди всех частей. Он составляет всего 11 %. В российской прессе фильм приняли теплее.